# رستم شهزادی
رستم شهزادی (۳ فروردین ۱۲۹۱ – ۲۳ اسفند ۱۳۷۸) در کوی موبدان یزد زاده شد. وی از مترجمان گاهان و متونِ مزدیسنا، موبد و موبدان‌موبدِ سرشناسِ معاصر است.

## زندگی
در سال ۱۳۰۵ گواهی نامه شش ساله دبستان ویژه آموزش موبدزادگان را دریافت نمود و سپس به مدت ۵ ماه در دبستان جمشید جم تهران و ۱۸ ماه در دبیرستان البرز تهران مشغول به تحصیل شد. وی در سال ۱۳۱۴ دوره هفت ساله آموزشگاه عالی ویژه موبد زادگان در هندوستان(آموزشگاه کاماآتورنان) را به پایان رساند و به درجه موبدی و دریافت مدال خوشرفتاری نائل شد.
در فروردین ۱۳۱۶ از هندوستان بازگشت و در شهر یزد مسئولیت آموزش مدرسه شبانه‌روزی مارکار به مدیریت میرزا سروش لهراسب را به عهده گرفت.
در سال ۱۳۲۰ خورشیدی با دولت سهراب ازدواج کرد. پس از ازدواج و رفتن به تهران با داشتن دو فرزند موفق به دریافت لیسانس حقوق قضایی از دانشگاه تهران گردید. وی با هموندی در کنکاش موبدان تهران و پاسخ به پرسشها و نامه‌های همکیشان درباره مزدیسنا پرداخت.
رستم شهزادی در سن ۸۷ سالگی و پس از ۶۵ سال پژوهش و پیشوایی دینی زرتشتیان (موبد موبدان) در ۲۳ اسفند ۱۳۷۸ چشم از جهان فرو بست.